# Cerodontha mussooriensis
Cerodontha mussooriensis este o specie de muște din genul Cerodontha, familia Agromyzidae, descrisă de Garg în anul 1971. Conform Catalogue of Life specia Cerodontha mussooriensis nu are subspecii cunoscute.